# Перуни (заповідне урочище)
«Перуни»  — заповідне урочище місцевого значення у Черкаському районі Черкаської області.

## Історія
Як об'єкт природно-заповідного фонду було створено рішенням Черкаського облвиконкому № 597 від 28 листопада 1979. Зазначена причина створення: «ділянка старого складного субору з віковими дубами і соснами. Рідкісні еталонні асоціації». Охоронний режим: заборонено терасування, залісення, розорювання, випас худоби. Заповідне урочище існувало на площі 16 га в кварталі 82 Михайлівського лісництва Канівської ГЛМС Черкаської області.
Рішенням Черкаської обласної ради № 354 від 21 листопада 1984 «Про мережу територій і об'єктів природно-заповідного фонду області» заповідне урочище скасоване. Скасування статусу відбулось із зазначенням причини «Ділянка зрубана у відповідності з планом організації лісового господарства».
У 2002 році на цьому ж місці, у кв. 82, вид 3 Михайлівського лісництва Канівського держлісгоспу створено заповідне урочище на площі 2 га. Рішення Черкаської обласної ради від 03.07.2002 № 2-8.

## Опис
Збережена у незайманому стані ділянка вікової сосни звичайної, місце гніздування орлана-білохвоста.

## Галерея

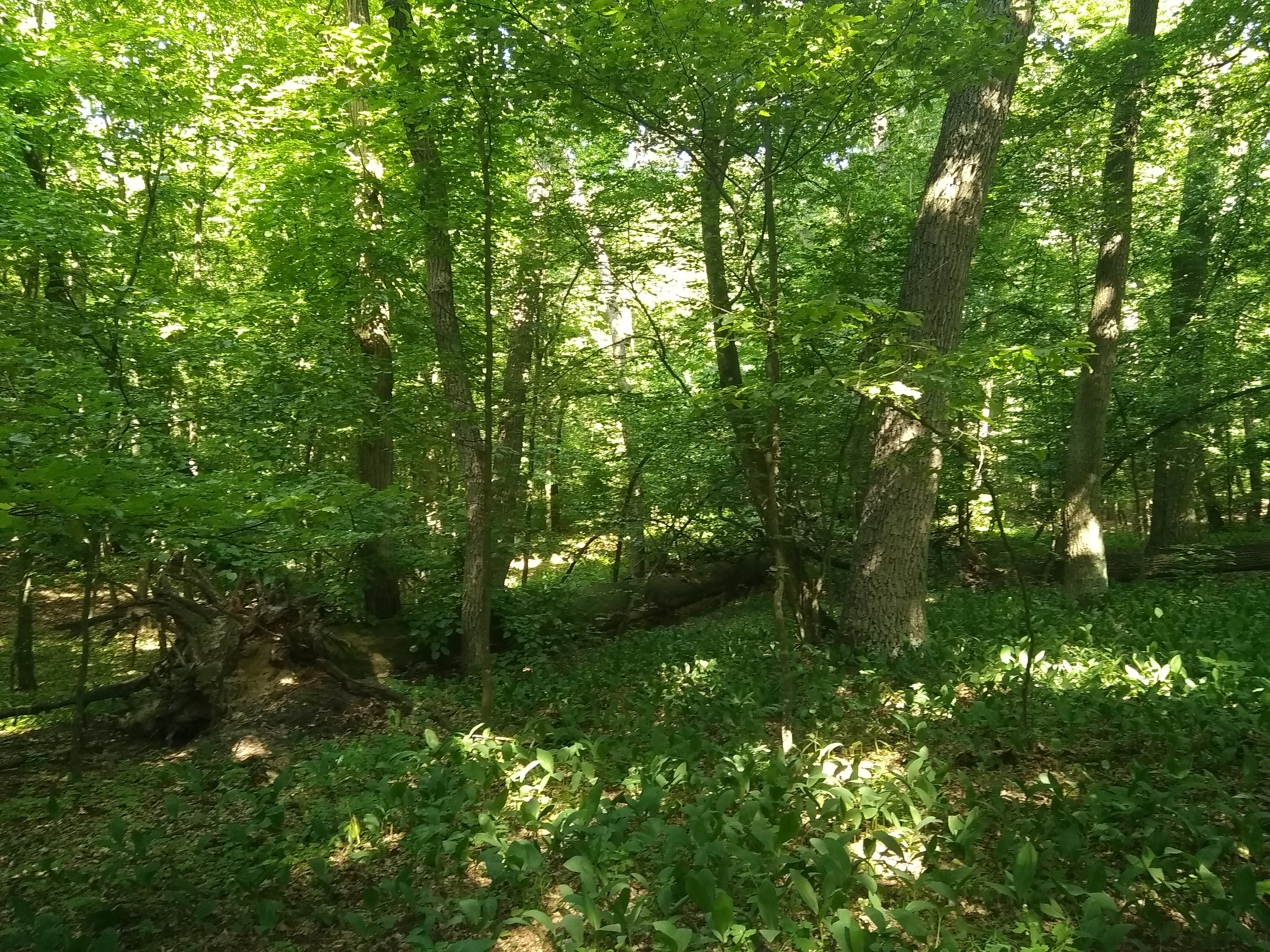
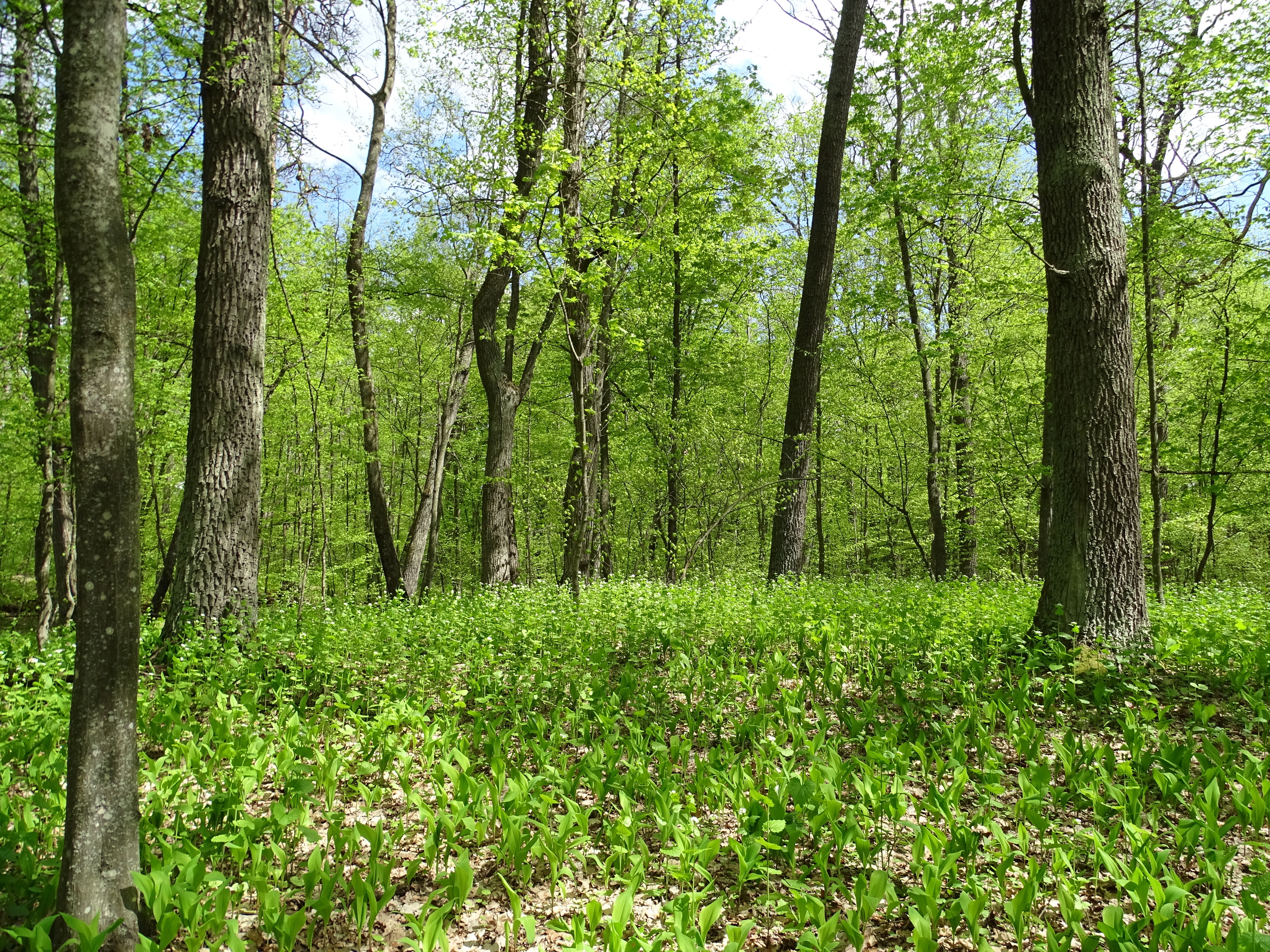
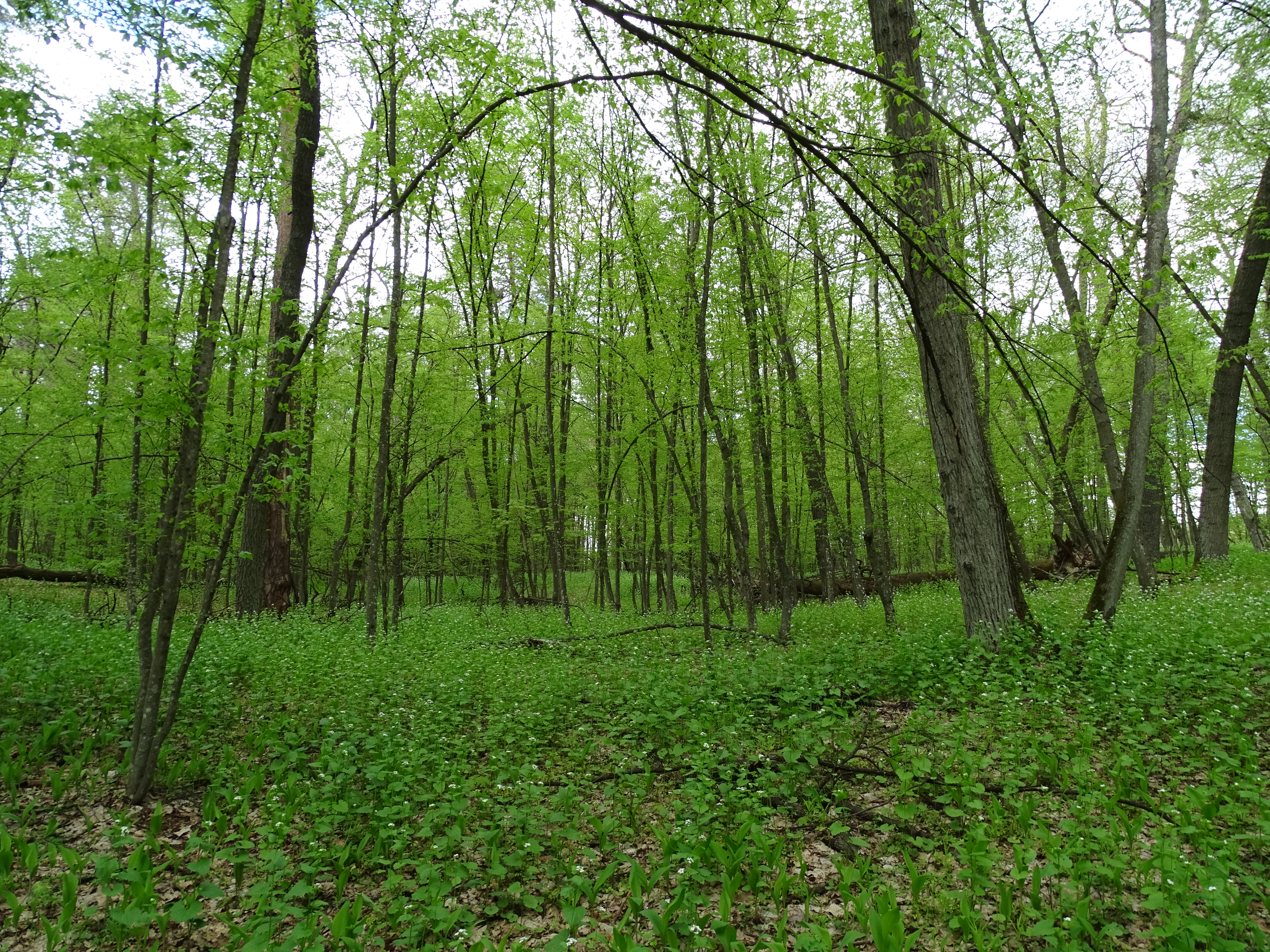